# Tunnel de Sarajevo

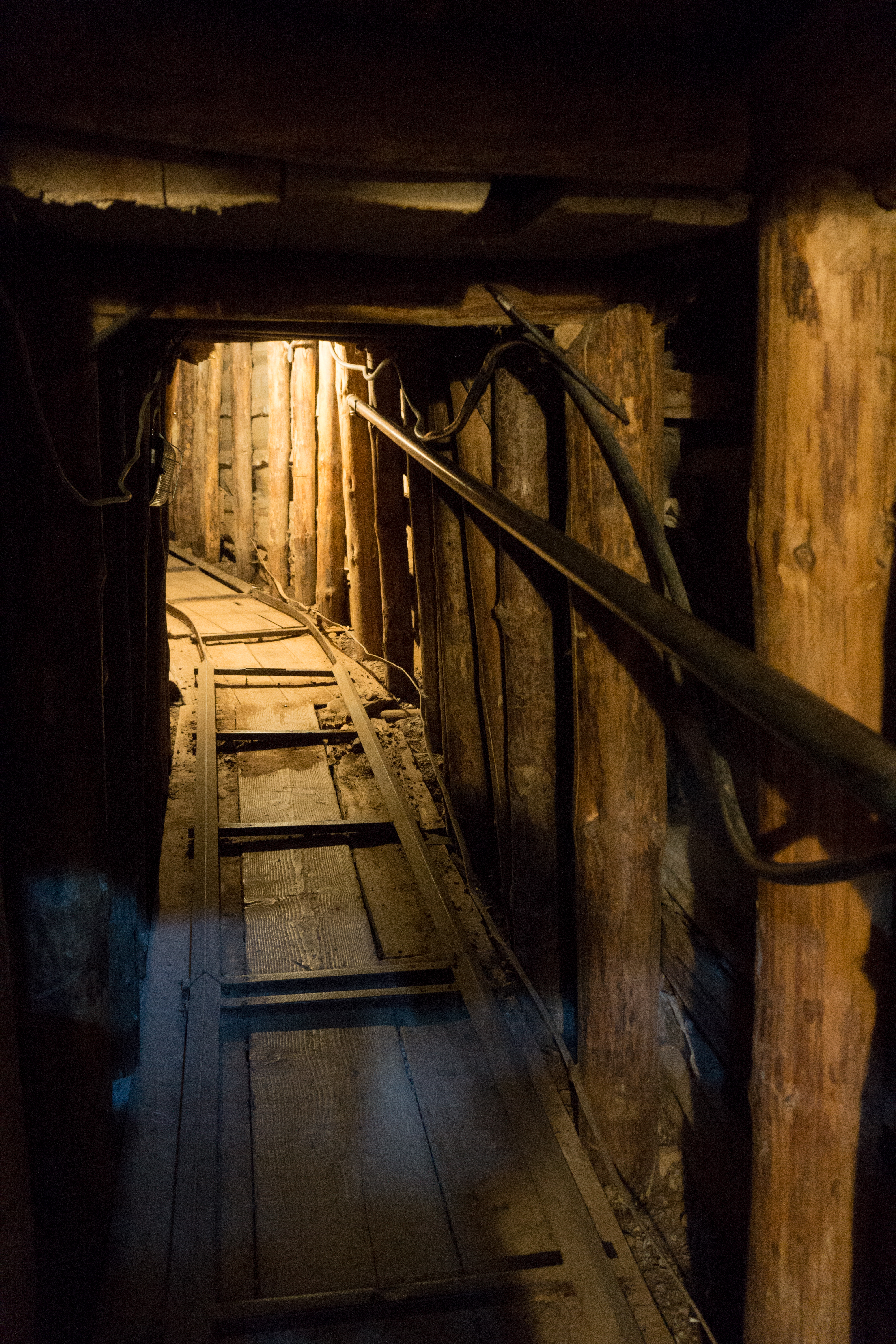
Galerie

Le tunnel de Sarajevo est un tunnel creusé sous l'aéroport de Sarajevo pendant le siège de la ville, alors que cette dernière était isolée des territoires contrôlés par l'armée bosnienne et les Nations unies. Le tunnel reliait les quartiers de Dobrinja et de Butmir et permit d'apporter des vivres, du matériel de guerre et de l'aide humanitaire vers la ville tout en évacuant malades et blessés vers l'extérieur.

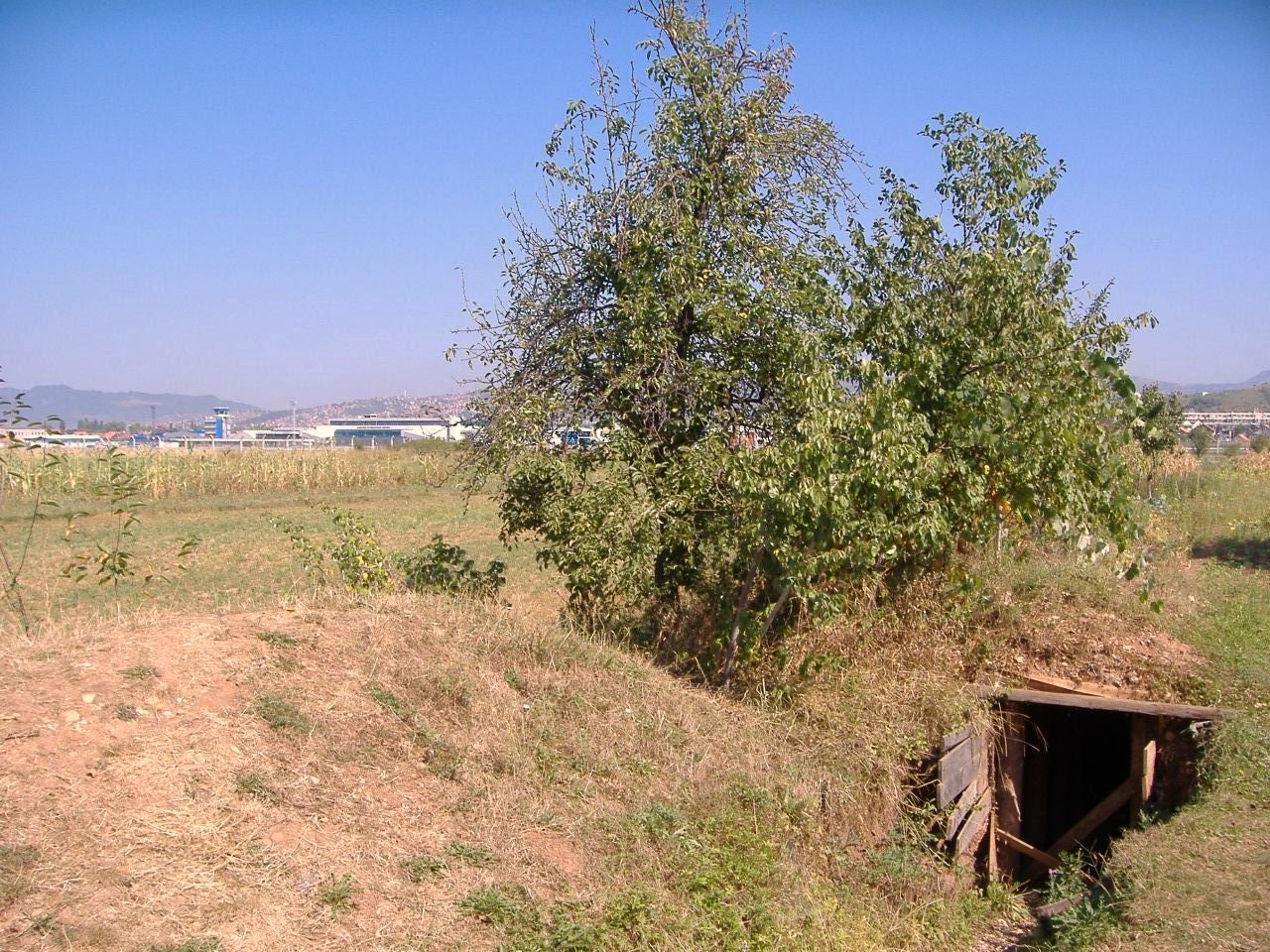
L'entrée sud du tunnel, en territoire bosniaque.

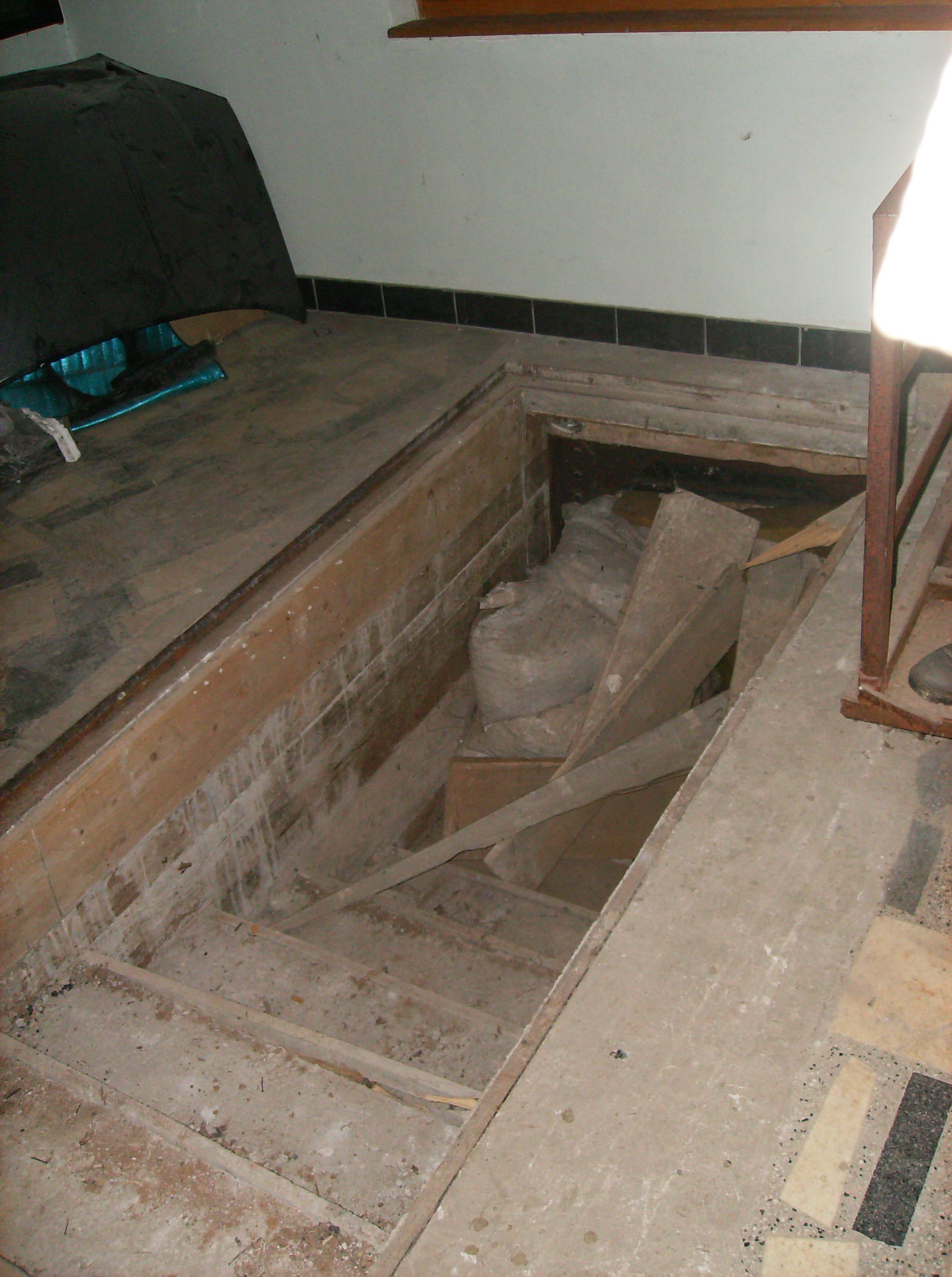
L'entrée nord du tunnel, en territoire assiégé.

## Construction

Carte du siège de Sarajevo.

La construction du tunnel débuta dans le plus grand secret le 1er mars 1993, sous le nom de code Objekt BD. Il devait relier Butmir et Dobrinja, deux quartiers sous contrôle bosnien situés de part et d'autre de la ligne de siège serbe. Les travaux furent confiés au 1er Corps d'armée de Bosnie-Herzégovine, sous la supervision du général Ratid Zorlak. Le manque d'outils et de matériel contraint les hommes à creuser à la pelle et à la pioche, et les 1200 m3 de matériel excavé furent extraits à l'aide d'une brouette. Les ouvriers se relayaient toutes les 8 heures de chaque côté du tunnel, 24 heures sur 24. Ils reçurent, en guise de salaire, un paquet de cigarettes par jour, dont le prix pouvait se négocier très haut au marché noir.
La galerie fut étayée avec de l'acier du côté de la ville, avec du bois du côté de la campagne. L'eau souterraine devait être régulièrement évacuée à l'aide de seaux. Un pipe-line fut installé afin de ravitailler la ville en fuel, suivi par des câbles téléphoniques et, grâce à une donation de l'Allemagne, des fils électriques permettant de fournir un minimum d'électricité. La construction fut achevée le 30 juin 1993, lorsque les deux équipes se rejoignirent à mi-chemin. L'exploitation put débuter le lendemain.

## Structure
Le tunnel était constitué de 160 mètres de tranchées couvertes du côté de Dobrinja, 340 mètres de tranchées couvertes du côté de Butmir et 340 mètres de galerie sous la piste de l'aéroport. Du côté de Dobrinja, sa hauteur moyenne était d'un mètre soixante sans les étais en acier pour un mètre de largeur au sol et 80 centimètres au plafond. Du côté de Butmir, le tunnel était un peu plus haut, 1,8 mètre sans les étais en bois, pour une largeur similaire. À son point le plus bas, il se situait à cinq mètres sous la piste. Les entrées, étroitement surveillées par les troupes bosniennes, débouchaient dans le garage d'un immeuble du côté de Dobrinja et dans la maison de la famille Komar à Butmir.
Au début, le tunnel n'était qu'un chemin boueux où les provisions devaient être portées à dos d'homme. Un peu moins d'un an après sa mise en service, il fut équipé de rails où pouvaient rouler des wagonnets. Une ligne électrique de 12 mégawatts, des pompes pour évacuer l'eau et un éclairage permanent complétaient l'aménagement. Les inondations étaient un danger constant et l'absence de ventilation obligeait toute personne s'avançant dans le tunnel à porter un masque à gaz.

## Usage
Le but du tunnel était de relier deux territoires bosniens que l'armée serbe était parvenue à séparer. Il permit à des troupes bosniaques et des Nations unies de rejoindre la ville assiégée. Il servit également à rétablir les communications, à apporter de l'aide humanitaire à Sarajevo ainsi que des armes aux militaires et à faciliter la fuite de civils. Les wagonnets pouvaient être chargés de 400 kg de marchandises par trajet. Les quartiers de Butmir, Konoija et Hrasnica devinrent rapidement des hauts lieu du marché noir pour l'alcool et les cigarettes. Chaque jour, 3 000 à 4 000 personnes, soldats bosniaques, membres des forces des Nations unies et civils ainsi que 30 tonnes de marchandises empruntaient le tunnel pour un trajet de deux heures environ. Tout au long du siège, le tunnel vit passer 2 à 3 millions de personnes, dont 400 000 civils bosniaques qui fuyaient Sarajevo. Effectué clandestinement, le trajet pouvait coûter jusqu'à 120 $ par personne.

## Musée

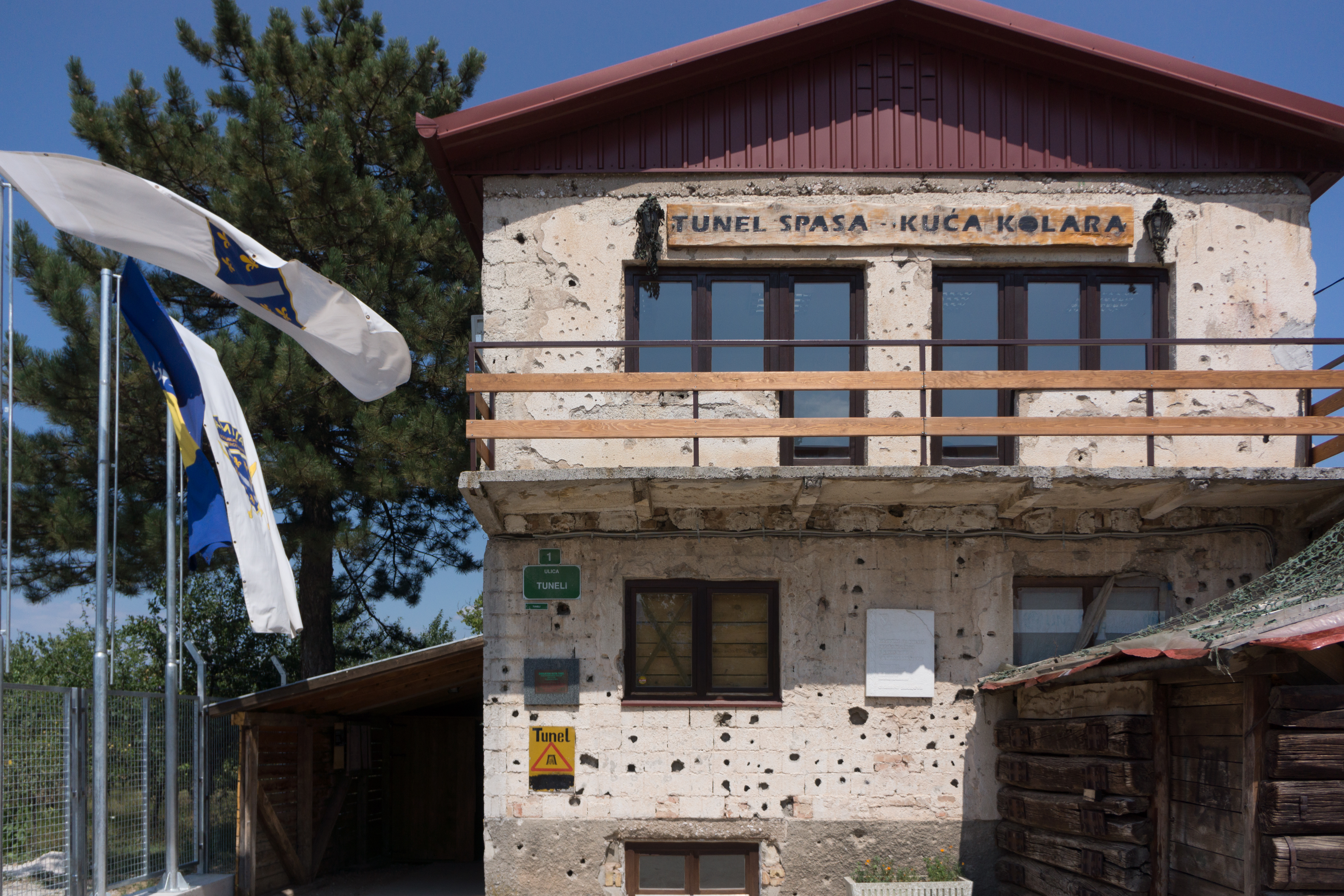
La maison dans laquelle est cachée l'entrée sud, actuellement un musée

Après la guerre, la maison où débouchait le tunnel du côté de Butmir fut transformée en musée. Une portion d'une vingtaine de mètres de tranchée est conservée et peut être visitée. Du matériel militaire et humanitaire utilisé à l'époque est exposé dans les pièces attenantes.